# Looking for Mr. Perfect
Pour plus de détails, voir Fiche technique et Distribution.
Looking for Mr. Perfect (奇逢敵手, Qí féng díshǒu / Kei fung dik sau) est un film hongkongais réalisé par Ringo Lam, sorti en 2003.

## Fiche technique
- Titre original : 奇逢敵手, Qí féng díshǒu / Kei fung dik sau
- Titre français : Looking for Mr. Perfect
- Réalisation : Ringo Lam
- Scénario : Ringo Lam et Mike Cassey
- Photographie : Ross W. Clarkson
- Montage : David M. Richardson
- Musique : Roger Wang
- Pays d'origine : Hong Kong
- Format : Couleurs - 35 mm - 1,85:1 - Dolby Digital
- Genre : action, comédie
- Durée : 101 minutes
- Date de sortie : 2003

## Distribution
- Shu Qi : Grace
- Andy On : Alex
- Isabel Chan : Joey
- Simon Yam : Poon
- Ruby Wong : petite amie de Poon
- David Wu : Richard
- Raymond Wong Ho-yin : Vincent
- Hui Shiu-hung : Teddy
- Lam Suet : Bobby Chan
- To Man-chat : Crab
- Kristal Tin : Mrs. Chan